# Complément de libre choix du mode de garde
 (octobre 2021).
 (février 2018).
Le complément de libre choix du mode de garde (CMG), est une aide financière versée par la Caisse d’Allocations Familiales (CAF) ou la Mutualité sociale Agricole (MSA), en lien avec Pajemploi, destinées aux parents d’enfants de moins de 6 ans qui font garder leurs enfants par une assistante maternelle agréée, une garde d’enfants à domicile (appelé communément babysitter ou Nounou), une entreprise ou une association (sous condition qu’elles soient habilitées) ou par une micro-crèche.
Cette aide prend la forme d’un remboursement mensuel d’une partie des sommes dues, au titre de la garde d’un enfant (salaire dû à l'employé qui garde l'enfant et cotisations dues à l'URSSAF au titre de la législation sur le travail en tant qu'employeur d'un salarié). Le CMG a remplacé une ancienne prestation nommée Aide à la famille pour l'emploi d'une assistante maternelle agréée (AFEAMA) lors de la création de la Prestation d'Accueil du Jeune Enfant (PAJE). À l'origine, l'AFEAMA avait été créée pour lutter contre le travail illégal (emploi d'une assistante maternelle non déclarée) qui était extrêmement fréquent dans ce type de service au XXe siècle et donner de meilleures conditions d'emploi aux salariées concernées (cette profession étant majoritairement exercée par des femmes).
Le parent employeur de l'assistant(e) maternel(le) déclare chaque trimestre à Pajemploi le salaire et le nombre d'heures d'activité de l'employé(e), Pajemploi calcule le montant des cotisations et transmet ces éléments à la Caf ou la MSA pour le calcul et le versement du CMG qui couvre une partie des salaires et des cotisations dues et réduit donc le coût de l'emploi pour le parent employeur. 
Les règles principales pour bénéficier du complément de libre choix d’activité sont :
- Faire garder son ou ses enfants au moins 16 h par mois ;
- Le remboursement ne peut être supérieur à 85 % du montant de la facture.

Le calcul de cette aide financière à laquelle le bénéficiaire a le droit est complexe. Il prend en compte un grand nombre de variables tel que : 
- Les revenus du foyer
- L’âge du plus jeune enfant à charge
- Le nombre d’enfants à charge
- Le nombre d’heures de garde mensuel
- Le mode de garde (assistante-maternelle, nounou, microcrèches, , etc.)
- Les situations particulières (parent handicapés, parent isolé, travail à temps partiel)
- Le recours à des heures de garde de nuit, jours fériés et dimanches.
- Dans le cas d’une Nounou, de l’employeur (embauche en direct ou par une association ou une entreprise).

Dans les cas de « parents employeurs » ou « particulier employeur », c’est-à-dire quand les parents emploient une garde d’enfants directement sans recourir à une association ou une entreprise, le complément de libre choix d’activité prend en charge une partie des cotisations sociales. (50 % dans le cas de l’emploi d’une Nounou et 100 % pour une assistante maternelle). Ces montants sont versés directement par la CAF à l’organisme de recouvrement des cotisations sociales ([URSSAF).